# Torneo del Interior A 2011
El Torneo del Interior de 2011 - Zona Campeonato (también conocido como "Torneo del Interior A") fue la décima edición del torneo organizado por la Unión Argentina de Rugby que reúne a los mejores clubes de todas las uniones provinciales de la Argentina, excluyendo a la Unión de Rugby de Buenos Aires. Se llevó a cabo entre el 17 de septiembre y el 5 de noviembre de 2011.
Por primera vez desde la temporada 2000, ningún club tucumano clasificó a la final, la cual fue disputada por el Club La Tablada de Córdoba y Duendes Rugby Club de Rosario, los últimos dos campeones del torneo. El equipo campeón fue el conjunto cordobés, que ganó la final 37-27 y así obtuvo su tercer lauro, segundo consecutivo, tras el obtenido en 2001 y 2010.

## Equipos participantes
Participaron del torneo 16 clubes, los cuales clasificaron de acuerdo a su desempeño en los distintos torneos regionales: 6 del Torneo Regional del NOA, 3 del Torneo Regional Centro, 3 del Torneo Regional del Litoral, 2 del Torneo Regional del Oeste y 2 del Torneo Regional Pampeano.
| Club                     | Vía de clasificación                                  |
| ------------------------ | ----------------------------------------------------- |
| Tucumán Lawn Tennis Club | Campeón del Torneo Regional del Noroeste 2011.        |
| Universitario de Tucumán | Subcampeón del Torneo Regional del Noroeste 2011.     |
| Cardenales               | 3.º puesto en el Torneo Regional del Noroeste 2011.   |
| Los Tarcos Rugby Club    | 4.º puesto en el Torneo Regional del Noroeste 2011.   |
| Tucumán Rugby Club       | 5.º puesto en el Torneo Regional del Noroeste 2011.   |
| Jockey Club de Salta     | 6.º puesto en el Torneo Regional del Noroeste 2011.   |
| Córdoba Athletic Club    | Campeón del Torneo Regional Centro 2011 (compartido). |
| La Tablada               | Campeón del Torneo Regional Centro 2011 (compartido). |
| Tala                     | Campeón del Torneo Regional Centro 2011 (compartido). |
| Duendes                  | Campeón del Torneo Regional del Litoral 2011.         |
| Jockey Club de Rosario   | Subcampeón del Torneo Regional del Litoral 2011.      |
| Santa Fe Rugby Club      | 3.º puesto en el Torneo Regional del Litoral 2011.    |
| Marista                  | Campeón del Torneo Regional del Oeste 2011.           |
| Liceo                    | Subcampeón del Torneo Regional del Oeste 2011.        |
| IPR Sporting Club        | Campeón del Torneo Regional Pampeano 2011.            |
| Mar del Plata Club       | Subcampeón del Torneo Regional Pampeano 2011.         |

### Intercambio de plazas
- El Torneo Regional del Litoral perdió una plaza  respecto a la temporada anterior (de 4 a 3) debido a la derrota de CRAI en la final por la permanencia del Torneo del Interior A 2010.[14][15]

- El Torneo Regional del Noroeste recibió otra plaza respecto a la temporada anterior (de 5 a 6) tras la consagración de Gimnasia y Tiro de Salta en el Torneo del Interior B 2010.[16][17]

## Formato de competencia
En la primera fase los dieciséis participantes se dividieron en cuatro grupos de cuatro cada uno donde se enfrentaron todos contra todos en su grupo a una rueda. Por partido ganado se otorgaron dos puntos, por partido empatado uno y ninguno en caso de derrota. No se otorgó punto bonus.
Una vez finalizada la primera fase, los dos primeros de cada grupo avanzaron a la segunda fase la cual constó de dos grupos de cuatro integrantes cada uno, donde se enfrentaron todos contra todos en su grupo. Se usó el sistema de puntuación de la primera fase y los dos primeros de grupo avanzaron a la última etapa.
En la tercera fase los cuatro clasificados se ordenaron primero de grupo contra segundo del otro grupo y se enfrentaron en partidos a eliminación directa, donde los ganadores del primero avanzaron a la final, mientras que los perdedores quedaron eliminados. Los dos finalistas clasifican al Torneo Nacional de Clubes 2011
Para determinar el descenso, los ocho participantes que quedaron eliminados en la primera fase participaron en duelos de eliminación directa, donde los ganadores dejaban de participar, mientras que los perdedores debieron revalidar su plaza y seguían participando hasta que quedasen dos equipos, de los cuales, el perdedor descendió una plaza de su región para la próxima edición del torneo.

## Primera fase

### Zona 1
| Pos. | Equipos         | Partidos | Partidos | Partidos | Tantos | Tantos | Tantos | Pts. |
| Pos. | Equipos         | G        | E        | P        | PF     | PC     | DP     | Pts. |
| ---- | --------------- | -------- | -------- | -------- | ------ | ------ | ------ | ---- |
| 1.º  | Tala            | 2        | 0        | 1        | 80     | 75     | +5     | 4    |
| 2.º  | Jockey Club (S) | 2        | 0        | 1        | 93     | 90     | +3     | 4    |
| 3.º  | Marista         | 1        | 0        | 2        | 71     | 67     | +4     | 2    |
| 4.º  | Cardenales      | 1        | 0        | 2        | 84     | 96     | -12    | 2    |

|  | Clasifica a segunda fase           |
|  | Clasifica a finales de permanencia |

| 17 de septiembre | Tala | 34 - 29 | Jockey Club (S) |                                 |                                 |
|                  |      | Reporte |                 | Árbitro(s): Andrés Ramos (Cuyo) | Árbitro(s): Andrés Ramos (Cuyo) |

| 17 de septiembre | Marista | 30 - 23 | Cardenales |                                          |                                          |
|                  |         | Reporte |            | Árbitro(s): Alberto Passamonti (Córdoba) | Árbitro(s): Alberto Passamonti (Córdoba) |

| 24 de septiembre | Cardenales | 30 - 28 | Tala |                                    |                                    |
|                  |            | Reporte |      | Árbitro(s): Claudio Antonio (Cuyo) | Árbitro(s): Claudio Antonio (Cuyo) |

| 24 de septiembre | Marista | 25 - 26 | Jockey Club (S) |                                       |                                       |
|                  |         | Reporte |                 | Árbitro(s): Víctor Riera (Alto Valle) | Árbitro(s): Víctor Riera (Alto Valle) |

| 1 de octubre | Tala | 18 - 16 | Marista |                                          |                                          |
|              |      | Reporte |         | Árbitro(s): Fernando Martorell (Tucumán) | Árbitro(s): Fernando Martorell (Tucumán) |

| 1 de octubre | Jockey Club (S) | 38 - 31 | Cardenales |                                               |                                               |
|              |                 | Reporte |            | Árbitro(s): Francisco Pastrana (Buenos Aires) | Árbitro(s): Francisco Pastrana (Buenos Aires) |

### Zona 2
| Pos. | Equipos             | Partidos | Partidos | Partidos | Tantos | Tantos | Tantos | Pts. |
| Pos. | Equipos             | G        | E        | P        | PF     | PC     | DP     | Pts. |
| ---- | ------------------- | -------- | -------- | -------- | ------ | ------ | ------ | ---- |
| 1.º  | La Tablada          | 3        | 0        | 0        | 129    | 63     | +66    | 6    |
| 2.º  | Tucumán Lawn Tennis | 2        | 0        | 1        | 106    | 81     | +25    | 4    |
| 3.º  | Liceo               | 1        | 0        | 2        | 109    | 109    | +0     | 2    |
| 4.º  | Santa Fe RC         | 0        | 0        | 3        | 47     | 138    | -91    | 0    |

|  | Clasifica a segunda fase           |
|  | Clasifica a finales de permanencia |

| 17 de septiembre | Tucumán Lawn Tennis | 43 - 28 | Liceo |                                            |                                            |
|                  |                     | Reporte |       | Árbitro(s): Diego Dlugovitzky (Entre Ríos) | Árbitro(s): Diego Dlugovitzky (Entre Ríos) |

| 17 de septiembre | La Tablada | 48 - 9  | Santa Fe RC |                                    |                                    |
|                  |            | Reporte |             | Árbitro(s): Claudio Antonio (Cuyo) | Árbitro(s): Claudio Antonio (Cuyo) |

| 24 de septiembre | Santa Fe RC | 17 - 38 | Tucumán Lawn Tennis |                                    |                                    |
|                  |             | Reporte |                     | Árbitro(s): Mauro Rivera (Rosario) | Árbitro(s): Mauro Rivera (Rosario) |

| 24 de septiembre | La Tablada | 45 - 29 | Liceo |                                         |                                         |
|                  |            | Reporte |       | Árbitro(s): Martín Rodríguez (Santa Fe) | Árbitro(s): Martín Rodríguez (Santa Fe) |

| 1 de octubre | Tucumán Lawn Tennis | 25 - 36 | La Tablada |                                 |                                 |
|              |                     | Reporte |            | Árbitro(s): Andrés Ramos (Cuyo) | Árbitro(s): Andrés Ramos (Cuyo) |

| 1 de octubre | Liceo | 52 - 21 | Santa Fe RC |                                       |                                       |
|              |       | Reporte |             | Árbitro(s): Víctor Riera (Alto Valle) | Árbitro(s): Víctor Riera (Alto Valle) |

### Zona 3
| Pos. | Equipos           | Partidos | Partidos | Partidos | Tantos | Tantos | Tantos | Pts. |
| Pos. | Equipos           | G        | E        | P        | PF     | PC     | DP     | Pts. |
| ---- | ----------------- | -------- | -------- | -------- | ------ | ------ | ------ | ---- |
| 1.º  | Los Tarcos        | 3        | 0        | 0        | 86     | 81     | +5     | 6    |
| 2.º  | Jockey Club (R)   | 2        | 0        | 1        | 74     | 79     | -5     | 4    |
| 3.º  | IPR Sporting Club | 1        | 0        | 2        | 63     | 85     | -22    | 2    |
| 4.º  | Córdoba Athletic  | 0        | 0        | 3        | 87     | 65     | +22    | 0    |

|  | Clasifica a segunda fase           |
|  | Clasifica a finales de permanencia |

| 17 de septiembre | IPR Sporting Club | 29 - 14 | Córdoba Athletic |                                    |                                    |
|                  |                   | Reporte |                  | Árbitro(s): Mauro Rivera (Rosario) | Árbitro(s): Mauro Rivera (Rosario) |

| 17 de septiembre | Jockey Club (R) | 13 - 40 | Los Tarcos |                                               |                                               |
|                  |                 | Reporte |            | Árbitro(s): Francisco Pastrana (Buenos Aires) | Árbitro(s): Francisco Pastrana (Buenos Aires) |

| 24 de septiembre | Los Tarcos | 37 - 21 | IPR Sporting Club |                                          |                                          |
|                  |            | Reporte |                   | Árbitro(s): Andrés Sutton (Buenos Aires) | Árbitro(s): Andrés Sutton (Buenos Aires) |

| 24 de septiembre | Jockey Club (R) | 27 - 26 | Córdoba Athletic |                                       |                                       |
|                  |                 | Reporte |                  | Árbitro(s): Tomanovich (Buenos Aires) | Árbitro(s): Tomanovich (Buenos Aires) |

| 1 de octubre | IPR Sporting Club | 13 - 34 | Jockey Club (R) |                                        |                                        |
|              |                   | Reporte |                 | Árbitro(s): Emilio Traverso (Santa Fe) | Árbitro(s): Emilio Traverso (Santa Fe) |

| 1 de octubre | Córdoba Athletic | 47 - 9  | Los Tarcos |                                       |                                       |
|              |                  | Reporte |            | Árbitro(s): Federico Fioravanti (Sur) | Árbitro(s): Federico Fioravanti (Sur) |

### Zona 4
| Pos. | Equipos            | Partidos | Partidos | Partidos | Tantos | Tantos | Tantos | Pts. |
| Pos. | Equipos            | G        | E        | P        | PF     | PC     | DP     | Pts. |
| ---- | ------------------ | -------- | -------- | -------- | ------ | ------ | ------ | ---- |
| 1.º  | Duendes            | 3        | 0        | 0        | 130    | 51     | +79    | 6    |
| 2.º  | Universitario (T)  | 2        | 0        | 1        | 109    | 58     | +51    | 4    |
| 3.º  | Tucumán RC         | 1        | 0        | 2        | 78     | 91     | -13    | 2    |
| 4.º  | Mar del Plata Club | 0        | 0        | 3        | 71     | 188    | -117   | 0    |

|  | Clasifica a segunda fase           |
|  | Clasifica a finales de permanencia |

| 17 de septiembre | Duendes | 59 - 24 | Mar del Plata Club |                                      |                                      |
|                  |         | Reporte |                    | Árbitro(s): Carlos Romero (Nordeste) | Árbitro(s): Carlos Romero (Nordeste) |

| 17 de septiembre | Universitario (T) | 21 - 10 | Tucumán RC |                                      |                                      |
|                  |                   | Reporte |            | Árbitro(s): Javier Mancuso (Córdoba) | Árbitro(s): Javier Mancuso (Córdoba) |

| 24 de septiembre | Tucumán RC | 12 - 52 | Duendes |                                               |                                               |
|                  |            | Reporte |         | Árbitro(s): Francisco Pastrana (Buenos Aires) | Árbitro(s): Francisco Pastrana (Buenos Aires) |

| 24 de septiembre | Universitario (T) | 73 - 29 | Mar del Plata Club |                                        |                                        |
|                  |                   | Reporte |                    | Árbitro(s): Emilio Traverso (Santa Fe) | Árbitro(s): Emilio Traverso (Santa Fe) |

| 1 de octubre | Duendes | 19 - 15 | Universitario (T) |                                            |                                            |
|              |         | Reporte |                   | Árbitro(s): Diego Duglovitzky (Entre Ríos) | Árbitro(s): Diego Duglovitzky (Entre Ríos) |

| 1 de octubre | Mar del Plata Club | 18 - 56 | Tucumán RC |                                            |                                            |
|              |                    | Reporte |            | Árbitro(s): Hernán Iglesias (Buenos Aires) | Árbitro(s): Hernán Iglesias (Buenos Aires) |

## Segunda fase

### Grupo A
| Pos. | Equipo              | Encuentros | Encuentros | Encuentros | Encuentros | Tantos | Tantos | Tantos | Puntos |
| Pos. | Equipo              | PJ         | PG         | PE         | PP         | F      | C      | Dif    | Puntos |
| ---- | ------------------- | ---------- | ---------- | ---------- | ---------- | ------ | ------ | ------ | ------ |
| 1.º  | Duendes             | 3          | 3          | 0          | 0          | 85     | 44     | +41    | 6      |
| 2.º  | Tucumán Lawn Tennis | 3          | 2          | 0          | 1          | 84     | 61     | +23    | 4      |
| 3.º  | Tala                | 3          | 1          | 0          | 2          | 43     | 54     | –11    | 2      |
| 4.º  | Jockey Club (R)     | 3          | 0          | 0          | 3          | 32     | 85     | –53    | 0      |

|  | Clasificado a la semifinales |

Primera fecha
| 8 de octubre | Tala | 6 - 17  | Tucumán Lawn Tennis |                                               |                                               |
|              |      | Reporte |                     | Árbitro(s): Francisco Pastrana (Buenos Aires) | Árbitro(s): Francisco Pastrana (Buenos Aires) |

| 8 de octubre | Duendes | 19 - 6  | Jockey Club (R) |                                    |                                    |
|              |         | Reporte |                 | Árbitro(s): Claudio Antonio (Cuyo) | Árbitro(s): Claudio Antonio (Cuyo) |

Segunda fecha
| 15 de octubre | Jockey Club (R) | 12 - 27 | Tala |                                         |                                         |
|               |                 | Reporte |      | Árbitro(s): Martín Rodríguez (Santa Fe) | Árbitro(s): Martín Rodríguez (Santa Fe) |

| 15 de octubre | Duendes | 41 - 28 | Tucumán Lawn Tennis |                                 |                                 |
|               |         | Reporte |                     | Árbitro(s): Andrés Ramos (Cuyo) | Árbitro(s): Andrés Ramos (Cuyo) |

Tercera fecha
| 22 de octubre | Tucumán Lawn Tennis | 39 - 14 | Jockey Club (R) |                                      |                                      |
|               |                     | Reporte |                 | Árbitro(s): Javier Mancuso (Córdoba) | Árbitro(s): Javier Mancuso (Córdoba) |

| 22 de octubre | Tala | 10 - 25 | Duendes |                                    |                                    |
|               |      | Reporte |         | Árbitro(s): Omar Alcocer (Tucumán) | Árbitro(s): Omar Alcocer (Tucumán) |

### Grupo B
| Pos. | Equipo            | Encuentros | Encuentros | Encuentros | Encuentros | Tantos | Tantos | Tantos | Puntos |
| Pos. | Equipo            | PJ         | PG         | PE         | PP         | F      | C      | Dif    | Puntos |
| ---- | ----------------- | ---------- | ---------- | ---------- | ---------- | ------ | ------ | ------ | ------ |
| 1.º  | La Tablada        | 3          | 2          | 0          | 1          | 75     | 43     | +32    | 4      |
| 2.º  | Universitario (T) | 3          | 2          | 0          | 1          | 98     | 76     | +22    | 4      |
| 3.º  | Los Tarcos        | 3          | 2          | 0          | 1          | 73     | 70     | +3     | 4      |
| 4.º  | Jockey Club (S)   | 3          | 0          | 0          | 3          | 53     | 110    | –57    | 0      |

|  | Clasificado a la semifinales' |

Primera fecha
| 8 de octubre | La Tablada | 15 - 12 | Jockey Club (S) |                                                 |                                                 |
|              |            | Reporte |                 | Árbitro(s): Ignacio Iparraguirre (Buenos Aires) | Árbitro(s): Ignacio Iparraguirre (Buenos Aires) |

| 8 de octubre | Los Tarcos | 24 - 21 | Universitario (T) |                                          |                                          |
|              |            | Reporte |                   | Árbitro(s): Fernando Martorell (Tucumán) | Árbitro(s): Fernando Martorell (Tucumán) |

Segunda fecha
| 15 de octubre | Universitario (T) | 28 - 23 | La Tablada |                                    |                                    |
|               |                   | Reporte |            | Árbitro(s): Claudio Antonio (Cuyo) | Árbitro(s): Claudio Antonio (Cuyo) |

| 15 de octubre | Los Tarcos | 46 - 12 | Jockey Club (S) |                                      |                                      |
|               |            | Reporte |                 | Árbitro(s): Javier Mancuso (Córdoba) | Árbitro(s): Javier Mancuso (Córdoba) |

Tercera fecha
| 22 de octubre | La Tablada | 37 - 3  | Los Tarcos |                                               |                                               |
|               |            | Reporte |            | Árbitro(s): Francisco Pastrana (Buenos Aires) | Árbitro(s): Francisco Pastrana (Buenos Aires) |

| 22 de octubre | Jockey Club (S) | 29 - 49 | Universitario (T) |                                        |                                        |
|               |                 | Reporte |                   | Árbitro(s): S. Figueroa (Buenos Aires) | Árbitro(s): S. Figueroa (Buenos Aires) |

## Fase final
|  | Semifinales         | Semifinales         | Semifinales   |            |         | Final          | Final          | Final          |  |
|  | 29 de octubre       | 29 de octubre       | 29 de octubre |            |         | 5 de noviembre | 5 de noviembre | 5 de noviembre |  |
|  |                     |                     |               |            |         |                |                |                |  |
|  |                     |                     |               |            |         |                |                |                |  |
|  | Duendes             | Duendes             | 27            |            |         |                |                |                |  |
|  | Duendes             | Duendes             | 27            |            |         |                |                |                |  |
|  | Universitario (T)   | Universitario (T)   | 20            |            |         |                |                |                |  |
|  | Universitario (T)   | Universitario (T)   | 20            |            | Duendes | Duendes        | 27             |                |  |
|  |                     |                     |               |            | Duendes | Duendes        | 27             |                |  |
|  |                     |                     | La Tablada    | La Tablada | 37      |                |                |                |  |
|  | La Tablada          | La Tablada          | La Tablada    | La Tablada | 37      | 22             |                |                |  |
|  | La Tablada          | La Tablada          |               |            |         | 22             |                |                |  |
|  | Tucumán Lawn Tennis | Tucumán Lawn Tennis | 20            |            |         |                |                |                |  |
|  | Tucumán Lawn Tennis | Tucumán Lawn Tennis | 20            |            |         |                |                |                |  |
|  |                     |                     |               |            |         |                |                |                |  |

Semifinales
| 29 de octubre | Duendes | 27 - 20 | Universitario (T) |                                      |                                      |
|               |         | Reporte |                   | Árbitro(s): Javier Mancuso (Córdoba) | Árbitro(s): Javier Mancuso (Córdoba) |

| 29 de octubre | La Tablada | 22 - 20 | Tucumán Lawn Tennis |                                 |                                 |
|               |            | Reporte |                     | Árbitro(s): Andrés Ramos (Cuyo) | Árbitro(s): Andrés Ramos (Cuyo) |

Final
| 5 de noviembre | Duendes | 27 - 37 | La Tablada |                                 |                                 |
|                |         | Reporte |            | Árbitro(s): Andrés Ramos (Cuyo) | Árbitro(s): Andrés Ramos (Cuyo) |

| Bandera de la Provincia de Córdoba |
| La Tablada Campeón                 |
| Tercer título                      |

## Permanencia
Durante esta temporada, la Zona Descenso por la permanencia se disputó íntegramente a eliminación directa en tres rondas (cuartos, semifinales y final), participando todos los equipos eliminados en la fase de grupos de la primera fase. Tucumán Rugby Club cayó en la final, por lo que su torneo de origen, el Torneo Regional del Noroeste, perdió una plaza en el Torneo del Interior A 2012.
|  | Cuartos de final   | Cuartos de final   | Cuartos de final |                |                    | Semifinales        | Semifinales   | Semifinales   |  |       | Final         | Final         | Final         |  |
|  | 8 y 9 de octubre   | 8 y 9 de octubre   | 8 y 9 de octubre |                |                    | 15 de octubre      | 15 de octubre | 15 de octubre |  |       | 22 de octubre | 22 de octubre | 22 de octubre |  |
|  |                    |                    |                  |                |                    |                    |               |               |  |       |               |               |               |  |
|  |                    |                    |                  |                |                    |                    |               |               |  |       |               |               |               |  |
|  | IPR Sporting Club  | IPR Sporting Club  | 17               |                |                    |                    |               |               |  |       |               |               |               |  |
|  | IPR Sporting Club  | IPR Sporting Club  | 17               |                |                    |                    |               |               |  |       |               |               |               |  |
|  | Mar del Plata Club | Mar del Plata Club | 0                |                |                    |                    |               |               |  |       |               |               |               |  |
|  | Mar del Plata Club | Mar del Plata Club | 0                |                | Mar del Plata Club | Mar del Plata Club | 38            |               |  |       |               |               |               |  |
|  |                    |                    |                  |                | Mar del Plata Club | Mar del Plata Club | 38            |               |  |       |               |               |               |  |
|  |                    |                    | Liceo            | Liceo          | 24                 |                    |               |               |  |       |               |               |               |  |
|  | Liceo              | Liceo              | Liceo            | Liceo          | 24                 | 25                 |               |               |  |       |               |               |               |  |
|  | Liceo              | Liceo              |                  |                |                    |                    |               |               |  |       |               |               |               |  |
|  | Córdoba Athletic   | Córdoba Athletic   | 27               |                |                    |                    |               |               |  |       |               |               |               |  |
|  | Córdoba Athletic   | Córdoba Athletic   | 27               |                |                    |                    |               |               |  | Liceo | Liceo         | 38            |               |  |
|  |                    |                    |                  |                |                    |                    |               |               |  | Liceo | Liceo         | 38            |               |  |
|  |                    |                    | Tucumán RC       | Tucumán RC     | 26                 |                    |               |               |  |       |               |               |               |  |
|  | Tucumán RC         | Tucumán RC         | Tucumán RC       | Tucumán RC     | 26                 | 28                 |               |               |  |       |               |               |               |  |
|  | Tucumán RC         | Tucumán RC         |                  |                |                    |                    |               |               |  |       |               |               |               |  |
|  | Cardenales         | Cardenales         | 42               |                |                    |                    |               |               |  |       |               |               |               |  |
|  | Cardenales         | Cardenales         | 42               |                | Tucumán RC         | Tucumán RC         | 33            |               |  |       |               |               |               |  |
|  |                    |                    |                  |                | Tucumán RC         | Tucumán RC         | 33            |               |  |       |               |               |               |  |
|  |                    |                    | Marista (t.e.)   | Marista (t.e.) | 35                 |                    |               |               |  |       |               |               |               |  |
|  | Marista            | Marista            | Marista (t.e.)   | Marista (t.e.) | 35                 | 22                 |               |               |  |       |               |               |               |  |
|  | Marista            | Marista            |                  |                |                    |                    |               |               |  |       |               |               |               |  |
|  | Santa Fe RC        | Santa Fe RC        | 23               |                |                    |                    |               |               |  |       |               |               |               |  |
|  | Santa Fe RC        | Santa Fe RC        | 23               |                |                    |                    |               |               |  |       |               |               |               |  |
|  |                    |                    |                  |                |                    |                    |               |               |  |       |               |               |               |  |

Cuartos de final
| 8 de octubre | IPR Sporting Club | 17 - 0  | Mar del Plata Club |                                          |                                          |
|              |                   | Reporte |                    | Árbitro(s): Ariel Guillén (Buenos Aires) | Árbitro(s): Ariel Guillén (Buenos Aires) |

| 8 de octubre | Liceo | 25 - 27 | Córdoba Athletic |                                    |                                    |
|              |       | Reporte |                  | Árbitro(s): Carlos Pinto (Tucumán) | Árbitro(s): Carlos Pinto (Tucumán) |

| 8 de octubre | Tucumán RC | 28 - 42 | Cardenales |                                      |                                      |
|              |            | Reporte |            | Árbitro(s): Carlos Romero (Nordeste) | Árbitro(s): Carlos Romero (Nordeste) |

| 9 de octubre | Marista | 22 - 23 | Santa Fe RC |                                      |                                      |
|              |         | Reporte |             | Árbitro(s): Javier Mancuso (Córdoba) | Árbitro(s): Javier Mancuso (Córdoba) |

Semifinales
| 15 de octubre | Mar del Plata Club | 38 - 24 | Liceo |                                            |                                            |
|               |                    | Reporte |       | Árbitro(s): Federico Cuesta (Buenos Aires) | Árbitro(s): Federico Cuesta (Buenos Aires) |

| 15 de octubre | Tucumán RC | 33 - 35 (t.e.) | Marista |                                    |                                    |
|               |            | Reporte        |         | Árbitro(s): Mauro Rivera (Rosario) | Árbitro(s): Mauro Rivera (Rosario) |

Final
| 22 de octubre | Liceo | 38 - 26 | Tucumán RC |                                          |                                          |
|               |       | Reporte |            | Árbitro(s): Alberto Passamonti (Córdoba) | Árbitro(s): Alberto Passamonti (Córdoba) |